# Clusia penduliflora
Clusia penduliflora är en tvåhjärtbladig växtart som beskrevs av Adolf Engler. Clusia penduliflora ingår i släktet Clusia och familjen Clusiaceae. Inga underarter finns listade i Catalogue of Life.